# Попов, Михаил Захарович
Михаил Захарович Попов (1896—1975) — врач, профессор Смоленского медицинского института, Заслуженный деятель науки РСФСР.

## Биография
Михаил Попов родился 19 октября 1896 года в станице Раздорская (ныне — Усть-Донецкий район Ростовской области). В 1921 году он окончил медицинский факультет Донского университета (ныне — Южный федеральный университет). Проживал в Смоленске, работал в Смоленском медицинском институте. В 1928 году опубликовал работу «Экспериментальные материалы к патогенезу застойного соска». В ноябре 1936 года он на конкурсной основе был избран заведующим кафедрой глазных болезней. В марте 1937 года он стал доктором медицинских наук, в 1938 году — профессором. В августе 1941 года Попов был призван на службу в Рабоче-крестьянскую Красную Армию. Проходил службу на военно-медицинских должностях, закончив службу в звании подполковника медицинской службы и должности главного офтальмолога 3-го Белорусского фронта.
После увольнения в запас в ноябре 1945 года Попов вернулся в Смоленск и вновь возглавил кафедру глазных болезней Смоленского государственного медицинского института. Занимал эту должность до сентября 1972 года, когда вышел на пенсию. Тем не менее, он остался на кафедре научным консультантом.
Всего же за время своей работы на кафедре Попов руководил защитой 7 кандидатских и 3 докторских диссертаций. Активно занимался научной деятельностью в области офтальмологии, являлся автором 95 научных публикаций, в том числе в центральных и международных изданиях.
Умер 4 февраля 1975 года, похоронен на Братском кладбище Смоленска.

## Семья
Жена — офтальмолог, профессор кафедры глазных болезней Смоленского государственного медицинского института, доктор медицинских наук Лидия Семёновна Берггрюн.

## Награды
Был награждён орденами Отечественной войны 1-й и 2-й степеней, Орден Красной Звезды, рядом медалей. Заслуженный деятель науки РСФСР (1966).